# DAFA
DAFA(ダファ)とはフランス国立園芸協会（SNHFーSociété Nationale d'Horticulture de France）
主催の資格の名称であり1976年に創設された資格Diplome D'animation Florale Artistiqueの略である。
フランス農水省後援のもと、SNHF(フランス国立園芸協会）が行う協会主催のフラワーアレンジメントの資格試験。
2007年よりイタリアの国家資格（DFAS）、ベルギーの国家資格（EDFA）と統一される。
（フランスの花屋が持つとされる国家資格にC.A.P.がある。）
1er degré（プルミエ・ドゥグレ)  , 2ème degré(ドゥズィエム・ドゥグレ )  , 3ème degré（トワズィエム・ドゥグレ) の
3レベルからなり3ème degré　が一番上のレベルであるとされる。　
各レベル試験は1年に1回ずつあり、1er が3月、2èmeが10月、3èmeが6月に行われる。